# Doppia mappa
Con il termine doppia mappa si indicano sia un tipo di chiave, che le serrature che le utilizzino.

## Descrizione generale
Dette serrature sono di tipo a lastre (o gorges). Le chiavi azionano queste gorges, le quali ricalcando il codice intagliato nella mappa della chiave stessa permettono lo scorrimento del chiavistello con conseguente apertura della serratura stessa. Le chiavi delle serrature a lastre sono definite chiavi a mappa, nel caso di chiavi ad una sola ala, e chiavi a doppia mappa nel caso di chiavi a due ali.
Le chiavi a doppia mappa possono essere, riguardo alla cifratura, a "costanza fissa" o a "costanza variabile". La differenza consiste nel fatto che i denti opposti, nel primo modello, hanno la stessa profondità che si ripete in tutte le posizioni, mentre nel secondo modello, più recente, tale distanza è irregolare e varia a seconda della posizione. Il numero di codifiche, e quindi di chiavi diverse,  realizzabili è di 46.656 nel caso della costanza fissa e ben 2.176.782.336 nel caso della costanza variabile, con evidente aumento della sicurezza.

## Le chiavi
Nelle chiavi più antiche i pettini erano decisamente elaborati, oltre che esser precisi; anche se realizzate senza l'ausilio di macchine industriali, allora assenti. Anche la testa e l'asta erano molto lavorate, corredate di motivi simbolici e ornamentali, i quali contribuiscono a dare a queste chiavi un valore che il solo scorrere del tempo non sarebbe in grado di fornire.
Alcune chiavi antiche (ma anche quelle semplici del mobili del XIX secolo) hanno l'asta forata: queste sono dette “chiavi femmine”, al contrario delle “chiavi maschie” con l'asta piena. Il foro serve come guida per un perno di riscontro, è una sicurezza in più. Si può immaginare che questa carenza di sicurezza sia dovuta al fatto che in quel periodo nacquero le serrature a cilindro, più facili ed economiche da costruire, più pratiche, e che quindi le serrature classiche venissero applicate esclusivamente sulle porte di stanzini, cantine, o su quelle delle case in montagna, ove non è richiesta particolare sicurezza.
Le più moderne sono di due tipi:
- A singola mappa (dette anche a lastre o a leve)
- A doppia mappa

### A mappa singola

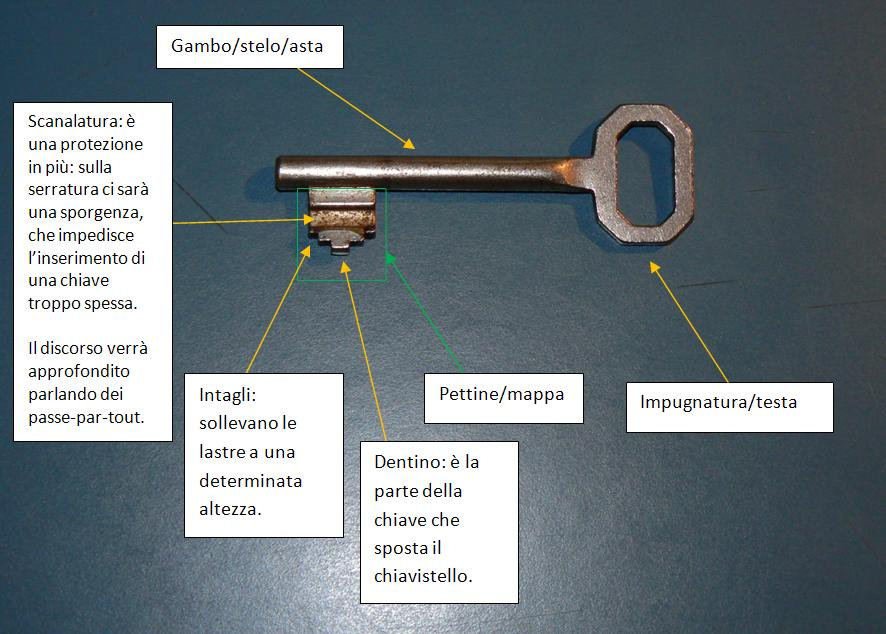
Foto di una chiave a singola mappa, per serratura a leve.

Le chiavi a mappa singola (in lingua inglese Skeleton Key) sono, per forma, dirette discendenti delle antiche chiavi medievali. 
Sono costituite da tre parti: impugnatura (o testa), gambo (o stelo) e pettine. Il pettine viene comunemente chiamato mappa. 
Nelle chiavi antiche c'è differenza tra i due termini, in quanto la mappa è il disegno formato dagli intagli sul pettine; in quelle moderne si possono considerare sinonimi.
Il funzionamento è il seguente: la chiave, ruotando, solleva le lastre (nella serratura presente in foto vi è una sola lastra, in quanto progettata per avere una sicurezza minima; la chiave nella foto precedente non apre questa serratura) ad una determinata altezza, grazie alla presenza di intagli ad altezze diverse sul pettine; Sollevandosi, esse si allineano al centro, creando un passaggio nel quale scorre un perno attaccato al chiavistello, detto mentonnet. Il chiavistello viene spinto in avanti o indietro grazie ad un dentino presente al centro del pettine (vedere immagine della chiave).

### A doppia mappa
Le chiavi a doppia mappa derivano dalle chiavi a mappa singola per serrature a leve. Si basano dunque sullo stesso principio di funzionamento, ma con la differenza di avere due mappe. Questo incrementa la sicurezza della serratura e la numerosità di chiavi diverse che si possono fabbricare. Infatti, e questo vale per tutte le chiavi, le combinazioni possibili non sono infinite, quando vengono esaurite si ricomincia daccapo. A seconda del tipo di chiave si possono avere più numerosità, dalle migliaia ai milioni di chiavi diverse. Hanno sempre un unico verso di inserimento nella serratura, in quanto le lastre sono cifrate per essere allineate una volta da una mappa della chiave, una volta dall'altra; questo sia che la serratura sia a due mandate che a quattro. (La mezza mandata che viene data per aprire la porta serve solamente a spostare lo scrocco (vedi foto), non il chiavistello, quindi non viene contata come terza o quinta mandata.)

## Galleria d'immagini

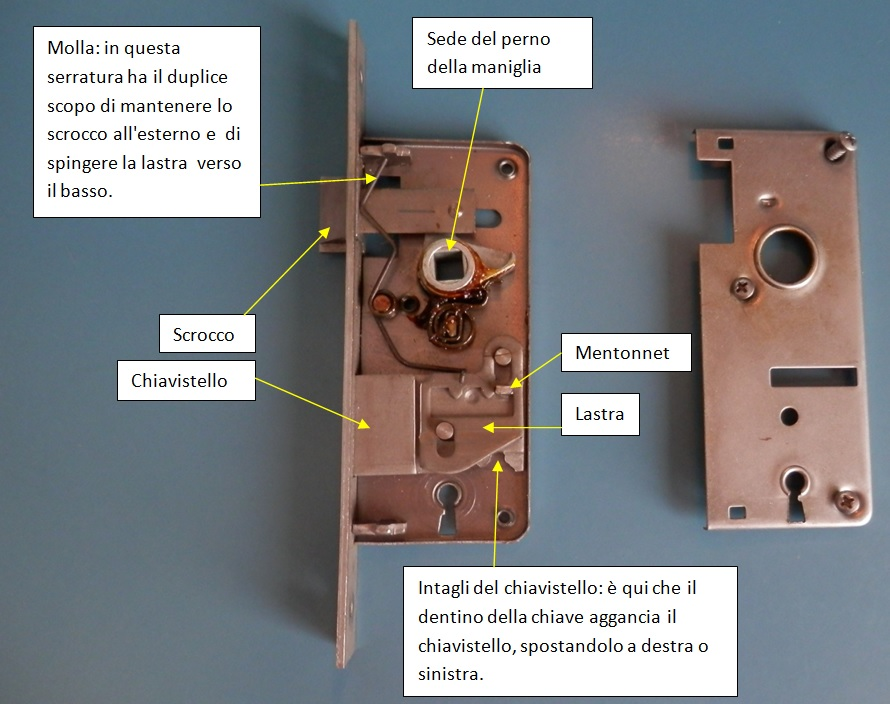
Foto di una serratura a leve.
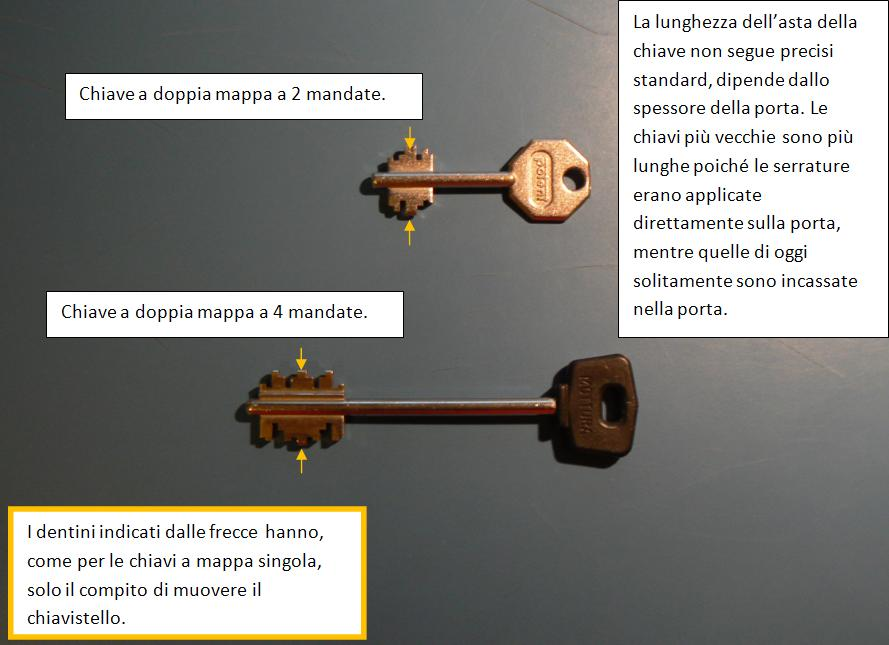
Foto di due chiavi a doppia mappa.
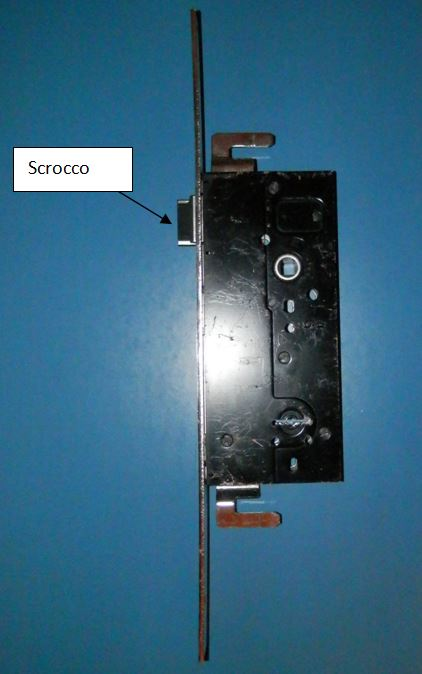
Foto di una serratura a doppia mappa
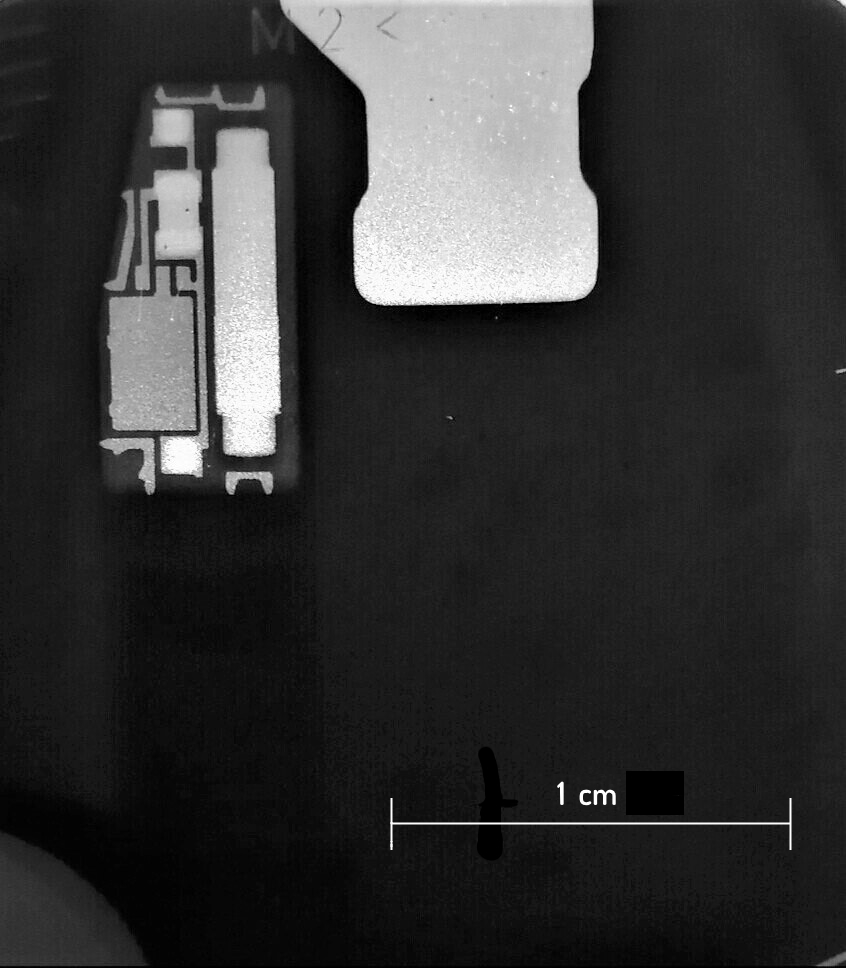
Radiografia effettuata su una chiave di una auto. Da notare in alto a sinistra il transponder.